# Wilhelm Eilers (Politiker)
Wilhelm Eilers (* 1. November 1912 in Bremerhaven; † 9. Mai 1971 ebenda) war ein Politiker aus Bremerhaven (GB/BHE, SPD). Er saß in der Bremischen Bürgerschaft.

## Leben
Eilers machte nach der Mittleren Reife eine kaufmännische Lehre im Fischgroßhandel. Er war dann als Kaufmann im Einkauf in Bremerhaven tätig. Von 1940 bis 1945 diente er als Soldat im Zweiten Weltkrieg. Danach wirkte er als vereidigter Auktionator bei der  Fischereihafen-Betriebsgesellschaft in Bremerhaven.

## Politik
Eilers beantragte am 17. April 1939 die Aufnahme in die NSDAP und wurde zum 1. März 1940 aufgenommen (Mitgliedsnummer 7.568.501). 1947 wurde er aufgrund der Weihnachtsamnestie als nicht betroffen entnazifiziert.
Nach dem Krieg wurde er Mitglied im Bund der Heimatvertriebenen und Entrechteten (BHE), ab 1953 Gesamtdeutscher Block/Bund der Heimatvertriebenen und Entrechteten (GB/BHE) und seit dem 9. Februar 1955 in der SPD in Bremerhaven. Er war von 1968 bis 1971 Vorsitzender des SPD-Ortsvereins Bremerhaven.
Von 1951 bis zu seinem Tod 1971 war er 20 Jahre lang Mitglied der Bremischen Bürgerschaft und in verschiedenen Deputationen und Ausschüssen der Bürgerschaft tätig. In der 3. Wahlperiode der Bürgerschaft war er von 1953 bis 1955 Gruppensprecher der GB/BHE-Fraktion.